# XXe Conférence internationale sur le sida, 2014
La XXe conférence internationale sur le sida est une conférence qui se tient à Melbourne du 20 au 25 juillet 2014, au centre de convention et d'exposition de Melbourne. Elle est organisée par l'International AIDS Society (IAS) (trad. : Société internationale sur le sida). Plus de 14 000 scientifiques, des militants et des politiciens sont attendus.
Le thème de cette année est « Accélérer le rythme »,.
Elle se déroule sous la présidence de la Française Françoise Barré-Sinoussi, prix Nobel de médecine,.
Une apparition de l'ancien Président Bill Clinton y est prévue.

## Contexte
Un certain nombre de délégués se rendant à la conférence, y compris l'ancien président IAS Joep Lange, étaient à bord du Vol 17 Malaysia Airlines qui s'est écrasé dans l'est de l'Ukraine, le 17 juillet 2014, avec aucun survivant. L'ouverture officielle de la 20e conférence est marquée par une minute de silence afin de rendre hommage aux spécialistes morts dans le crash du MH17,.

## Découvertes notables
Une étude dévoile qu'une combinaison expérimentale de trois médicaments peut réduire de manière significative le temps de traitement de patients atteints d’une souche de tuberculose multirésistante,.
La tuberculose est la principale cause de décès des personnes atteintes du sida chaque année, causant un décès sur cinq liés au VIH, pour lesquels les traitements pour les deux conditions ne peuvent être administrés ensemble, à cause des effets secondaires.
Cette nouvelle trithérapie prometteuse connue sous le nom PaMZ peut aussi guérir certaines formes de tuberculoses résistantes aux médicaments en aussi peu de temps que quatre mois,.

## Débat politique
Le 21 juillet au matin, les participants à la conférence internationale sur le sida expriment leur colère, face aux pays qui possèdent des lois qui stigmatisent l'homosexualité, les accusant de favoriser la propagation du virus,,. Pour Françoise Barre-Sinoussi, qui copréside l’événement :

« La cruelle réalité est que dans toutes les régions du monde, les stigmatisations et la discrimination continuent d'être les principales barrières à un accès efficace aux soins. Nous devons une nouvelle fois crier bien fort que nous n'allons pas rester immobiles lorsque les gouvernements, en violation de tous les principes des droits de l'Homme, mettent en place des lois monstrueuses qui ne font que marginaliser des populations déjà vulnérables. »

## Voir Aussi
- International AIDS Society